# مری (کومونه)
مری (به ایتالیایی: Merì) یک کومونه در ایتالیا است که در استان مسینا واقع شده‌است.

## خصوصیات
مری ۱٫۹ کیلومترمربع مساحت و ۲٬۲۰۹ نفر جمعیت دارد و ۶۴ متر بالاتر از سطح دریا واقع شده‌است.